# 彼得里夫斯凱 (博霍杜希夫區)
50°2′52″N 35°10′24″E / 50.04778°N 35.17333°E
彼得里夫斯凱（烏克蘭語：Петрівське）是位於烏克蘭東部的村莊，由哈爾科夫州博霍杜希夫區的克拉斯諾庫特斯克市鎮負責管轄。該村始建於1750年，面積0.1平方公里，海拔高度110米，2001年人口125，人口密度每平方公里1,225.5人。